# Micardia jezoensis
Micardia jezoensis är en fjärilsart som beskrevs av Shigero Sugi 1959. Micardia jezoensis ingår i släktet Micardia och familjen nattflyn. Inga underarter finns listade i Catalogue of Life.